# Beckum (Nadrenia Północna-Westfalia)
Beckum – miasto w Niemczech, w kraju związkowym Nadrenia Północna-Westfalia, w rejencji Münster, w powiecie Warendorf. Liczy 36 736 mieszkańców (2010).
W mieście rozwinął się przemysł cementowy, maszynowy oraz meblarski.

## Współpraca
Miejscowości partnerskie:
- Grodków, Polska
- Heringsdorf, Meklemburgia-Pomorze Przednie
- La Celle-Saint-Cloud, Francja